# Lysiades (Töpfer)

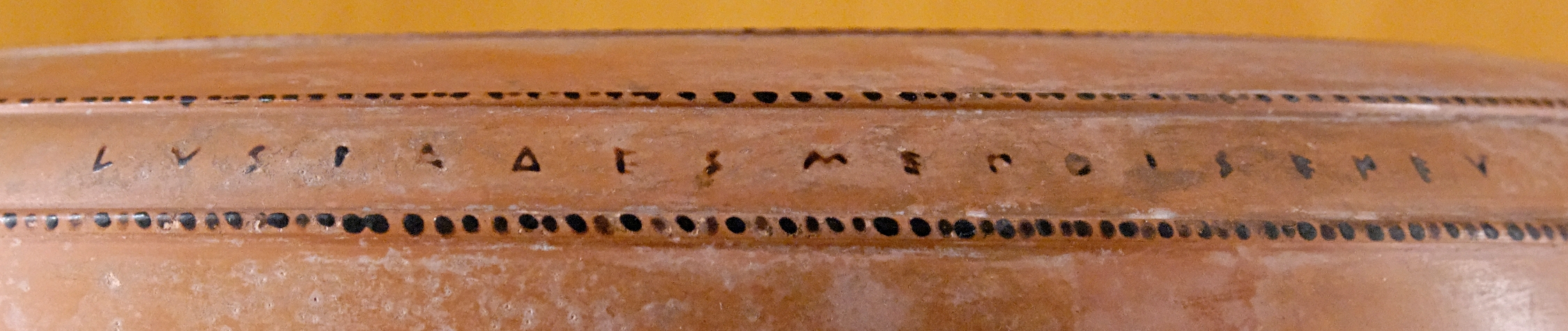
Signatur des Lysiades

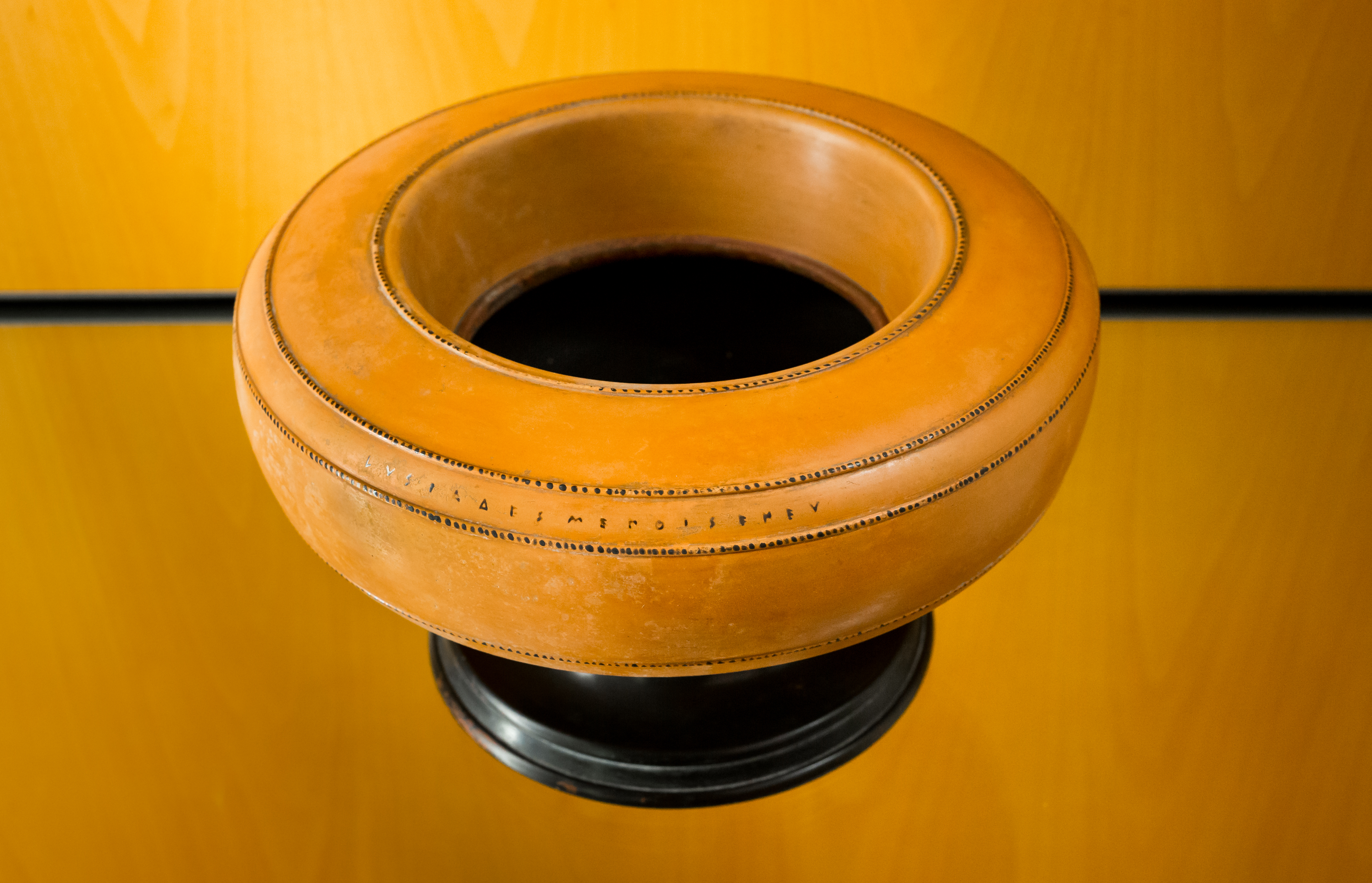
Kothon des Lysiades in Lyon

Lysiades war ein griechischer Töpfer, tätig im letzten Viertel des 6. Jahrhunderts v. Chr. in Athen.
Lysiades ist nur bekannt durch die Signatur Λυσιάδης μ`έποί(ε)σεν εὖ auf einem Kothon in Lyon. Vom gleichen Töpfer stammt möglicherweise ein weiteres Kothon in Boston.